# والتر مولينو
والتر مولينو (بالإيطالية: Walter Molino) ـ (5 نوفمبر 1915 ـ 8 ديسمبر 1997) هو فنان قصص مصورة (كوميكس) ورسام إيطالي.
كان رسام الغلاف الرسمي لجريدة لا دومينيكا دل كورييري (بالإيطالية: La Domenica del Corriere) بدءًا من سنة 1941.